# 趙玉森
趙玉森（？—？），號月潭，南直隶常州府無錫縣人。

## 生平
崇祯六年（1633年）癸酉科應天乡试举人，崇祯十三年（1640年）庚辰科進士，三月钦授翰林院检讨，命蒋德璟、王锡衮教习之。
明亡降顺，三月二十八日，授伪职为四川内江县令。